# Al-Khatib al-Baghdadí
Abu-Bakr Àhmad ibn Alí ibn Thàbit ibn Àhmad ibn Mahdí aix-Xafií (àrab: أبو بكر أحمد بن علي بن ثابت بن أحمد بن مهدي الشافعي, Abū Bakr Aḥmad b. ʿAlī b. Ṯābit b. Aḥmad b. Mahdī ax-Xāfiʿī), més conegut com al-Khatib al-Baghdadí (àrab: الخطيب البغدادي, al-Ḫaṭīb al-Baḡdādī) (?, 10 de maig de 1002 - Bagdad, 5 de setembre de 1071) fou un historiador iraquià. És conegut per la seva enciclopèdia biogràfica amb 7.800 entrades de savis i altres personatges públics de Bagdad, que incloïa algunes dones.